# Des Groseilliers
Der Eisbrecher Des Groseilliers ist ein Schiff der kanadischen Küstenwache (Canadian Coast Guard; CCG) und gehört zur Pierre-Radisson-Klasse. Das Schiff ist benannt nach Médard des Groseilliers, einem Pionier des Pelzhandels in Nordamerika.

## Forschungsprojekt SHEBA
Das Schiff nahm als Basisstation an der „Surface Heat Budget of the Arctic Ocean“-Studie der National Science Foundation von Oktober 1997 bis Oktober 1998 teil. Man ließ den Eisbrecher im Eis für den arktischen Winter festfrieren. Zusammen mit verschiedenen auf dem Eis aufgestellten Hütten wurde es während dieser Zeit auch als „Eissation SHEBA“ bezeichnet. Das 19,5-Millionen-Dollar-Projekt, an dem auch Forscher aus Japan, Kanada und den Niederlanden teilnahmen, wurde finanziert vom Office of Naval Research und von der University of Washington koordiniert.

## Einzelheiten
Die Des Groseilliers hat eine Reichweite von ca. 30.600 Seemeilen.